# Russie au Concours Eurovision de la chanson 2020
La Russie était l'un des quarante et un pays participants prévus du Concours Eurovision de la chanson 2020, qui aurait dû se dérouler à Rotterdam aux Pays-Bas. Le pays aurait été représenté par le groupe Little Big et sa chanson Uno, sélectionné en interne par le diffuseur Pervi Kanal. L'édition est finalement annulée en raison de la pandémie de Covid-19.

## Sélection
Comme toutes les années paires depuis 2018, c'est le diffuseur Pervi Kanal qui prend en charge la participation, confirmée le 13 novembre 2019.
C'est finalement le 2 mars 2020 que le diffuseur annonce que le pays sera représenté par le groupe Little Big, sélectionné en interne par Pervi Kanal. La chanson, intitulée Uno, est présentée le 12 mars 2020.

## À l'Eurovision
La Russie aurait participé à la première demi-finale, le 12 mai puis, en cas de qualification, à la finale du 16 mai 2020.
Le 18 mars 2020, l'annulation du Concours en raison de la pandémie de Covid-19 est annoncée.